# Асеманиево евангелие
Асеманиево изборно евангелие (на латински: Codex Assemanianus или Evangeliarium Assemani) е старобългарски ръкопис, написан на глаголица. Предполага се, че датира от втората половина на X или XI век.

## История
Асеманиевото евангелие е намерено през 1736 от учения ориенталист Йосиф Симон Асемани, виден католически деец и тогавашен префект на Ватиканската библиотека в Рим. По време на второто си пътуване в Близкия Изток той го вижда в един славяногръцки манастир в Йерусалим, купува го от монасите и след време го донася в Рим заедно с други ръкописи. Поканен от Асемани да се произнесе върху старинността на новооткритото евангелие, Матей Караман, без да извърши основно проучване, изказва предположение, че ръкописът е много стар и не е възникнал по-късно от прочутия Свидас (1081 или в края на X век). Тази първа оценка, макар и под формата на догадка, е твърде точна. Тя остава обаче изолиран факт през целия XVIII век. Трябва да се има предвид, че Асеманиевото евангелие е първият старобългарски глаголически паметник, видян от научния свят, който по това време още далеч не е имал представа за съществуването на най-старите славянски глаголически школи. Асемани умира през 1768 и след известно време неговият роднина, апамейският архиепископ Стефан Еводий Асемани, предава евангелието на Ватиканската библиотека, наречено вече с името на своя откривател. Сега в библиотеката се пази под сигнатура Vat. Slav. 3.
Ръкописът е писан в югозападната българска говорна област, свързана с традициите на Охридското книжовно средище. През XI – XII век кодексът е бил в ръцете на някой си поп Иван Кравоноси (според приписките на л. 46v, 76v), който пише с гръцко писмо и кирилица. През XII и XIII век паметникът на два пъти е допълван с богослужебни указания, от които научаваме, че е бил в постоянна употреба през цялата година. Неговата по-нататъшна история до времето на откриването му от Йосиф Асемани е неизвестна.

## Описание
Ръкописът се състои от 158 пергаментови листа с размер 23x17 см. Краят му липсва, липсва също един лист в средата след л. 49. Написан е от два почерка с обработена кръгла глаголица. Целият текст е дело на един книжовник с изключение на колони 29c, 29d и 30а, където има малка вставка с едноеров правопис и следи от висящо писмо. Текстът е написан в две колони на страница на листовете 1-41а и 42б -116 и в една широка колона на листовете 41б, 42а и 117 – 158. Всяка страница съдържа 26 – 30 реда текст. Ясно личат следите от хоризонтално разчертаване на пергамента с острие, като са прибавени и по 4 (2) вертикални линии за ограничаване на колоните. Ръкописът използва многобройни лигатури, като по тази си особеност е най-богатият от старобългарските паметници. От старобългарските паметници само тук и в Синайския псалтир се среща рядката втора буква за х, Ⱒ (хлъмъ).
Ръкописът е добре запазен и е много красив. Той се отличава сред другите глаголически ръкописи с по-богатата си художествена украса. Основният ѝ елемент са преплетените ленти, образуващи кръгове и други геометрични мотиви. Растителният орнамент е по-слабо застъпен и се състои главно от месести листа. Някои заглавки включват тератологични елементи: глава на влечуго, от чиято уста излиза тялото на буквата. Много интересни са инициалните букви, които са оформени художествено и с илюстративна цел на места са украсени с изображения на Христос, на Христос и самарянката, на Христос и слепеца, на Христос и Лазар, на Козма и Дамян, на Йоан Кръстител, на Петър и Павел и на други лица от евангелските разкази. Листовете са разположени по осем в тетрада, като в някои от тетрадите (4, 7, 11 и последната) броят им е нарушен. Отделните тетради са номерирани от самия преписвач с глаголически знаци, повечето от които личат добре и днес (само три знака не са се запазили).
Асеманиевото евангелие е кратко изборно или богослужебно евангелие (апракос), кратка редакция с месецослов – списък на неподвижните (независещи от датата на Великден) църковни празници, също кратка редакция. Първата част на ръкописа е изборно евангелие по реда на съботните и неделните четения, като се започне от Великден); втората част съдържа календарни бележки за християнските празници и честваните на съответния ден светци и избрани евангелски откъси, влизащи в службата през този ден (службите най-често са общи). В този си вид Асеманиевото евангелие е интересен обект за подробни текстологически проучвания както на изборното евангелие, така и на синаксара му. В досегашните изследвания преобладава мнението, че от всички старобългарски и други запазени стари славянски евангелия текстът на Асеманиевото евангелие стои най-близо до първоначалния славянски превод на Евангелието, направен през третата четвърт на IX в. от солунските братя Кирил и Методий на един югоизточен по тип български диалект (вж. напр.). Смята се, че от известните стари редакции на изборните евангелия (прасирийска, източна, или византийска, и западна, или александрийско-италийска) Асеманиевото евангелие се доближава най-често до т.нар. „смесен кодекс" от IX – Х в., който носи особеностите както на византийската (Константинополската), така и на прасирийската редакция.
В Асеманиевото евангелие има много и интересни приписки, литургически указания и маргинални бележки. Те са няколко пласта – от различни автори и от различни десетилетия, дори векове. Някои от тях са излезли от ръката на основния преписвач – надписите вътре в текста, с които се означава началото на всяко четене, и бележките (с глаголица), с които се предписват текстът и пеенето (т.нар. литургически бележки). Повечето приписки са кирилски. Най-интересните от кирилските допълнения са свързани със славянските имена на месеците от септември до април и посочването на „злите“ дни за тях в календарната част на евангелието. Имената на месеците са: септември – роуенъ, октомври – листогонъ, ноември – гроуденъ, декември – стоуденъ, януари – просинець, февруари – сѣченъ, март – соухъ, април – [брѣ]зенъ.
Особено важно е обстоятелството, че в този синаксар се намират най-старите вести за празнуване паметта на светите Кирил, Методий, Климент Охридски, както и на Струмишките мъченици – едно от ярките доказателства за българския произход на паметника. Дадена е и годината на Климентовата смърт (916).

## Особености на езика на паметника
- Изпадане на краесловните ерови гласни и изясняване на еровите гласни в силна позиция (ъ > o, ь > e): дьнес.[16][17]
- Правилна употреба на носовите гласни.
- Замяна на ь с ъ след р: четврътъ < *četvьrtъ, оутвръдити < *u-tvьrd-iti, тврьдъ в Супрасълския сборник и др.[16][17]
- Отделни случаи на замяна на инфинитив и супин с да-конструкции:[16]
  - Исходѧште же обрѣтѫ чл[овѣ]ка кυринѣиска именемъ симона; семоу задѣшѧ да понесетъ кр[ь]стъ его. (Матей, XXVII, 32)
  - И задѣшѧ мимогрѩдѫщоу етероу симоноу кυринѣниноу грѩдѫщоу съ села о[ть]цю александровоу и роуфовоу да възьметъ кр[ь]стъ его. (Марко, XV, 21)
  - Оученици бо его ошьли бѣахѫ въ градъ да брашъна коупѧтъ. (Йоан, IV, 8)

## Издания
- 1865 – Издание на Франьо Рачки (Franjo Rački) в Загреб, с глаголически букви. Включва обширна статия на Ватрослав Ягич, разглеждаща особеностите на ръкописа.[18]
- 1878 – Издание на Dr. Ivan Črnčiċ в Рим, с латински букви.[19]
- 1929 – Първи том на монументалния труд на чешките учени Йозеф Вайс (Josef Vajs) и Йозеф Курц (Josef Kurz), издаден в Прага. Включва фотографии на всички страници от „Асеманиевото евангелие“.[20]
- 1955 – Втори том на Йозеф Вайс и Йозеф Курц, Прага. Съдържа кирилска транскрипция на евангелието.[21]
- 1981 – Иванова-Мавродинова, Вера и Аксиния Джурова. Асеманиевото евангелие. Старобългарски глаголически паметник от Х в. I. Художествено-историческо проучване. София, Наука и изкуство – фототипно издание с анализ на оформлението на кодекса и неговата украса.
- 2010 – Електронно издание на глаголическия текст с транслитерация на кирилица въз основа на изданието на Вайс и Курц на страниците на проекта Titus
- depositfiles.com

## Изследвания
- Bobrowski, M. Codices slavici Bibliothecae Vaticanae. – In: Scriptorum Veterum Collectio Vaticanis Codicibus. Actes Vaticanae, 1820, 7, Kalendaria Julii. Romae, 1820
- Dobrovsky J. Institutiones Linguae slavicae dialecti veteris. Vindobonae, 1822. p. 688 – 689
- Bobrowski, M. Codices slavici Bibliothecae Vaticanae. – In: Maius, A. Catalogus codicum Bibliothecae Vaticanae. Codices Orientales.Romae, 1831, p. 105 – 106
- Kopitar, Bartolomeus. Glagolita Glozianus. Vindobonae, 1836, p. IV, X, XXV, XXVIII
- Kopitar, Bartolomeus. Hesychii glossographi discipulus et epiglōssistēs russus in ipsa Constantinopoli, sec. XII-XIII.… Vindobonae, 1839, p. 39 – 44
- Silvestre, J. B. Paleografie universelle. 4. Paris, 1841, p. 242 – 243
- Срезневский, Измаиль И. Древние писмена славянские. Спб., 1848, с. 36
- Григорович, Виктор И. Статьи, касающиеся древнего сравянского языка. Казан, 1852, 62 – 63, 73 – 74
- Григорович, Виктор И Исследования о древних памятниках старославянской литературы. Санкт-Петербург, 1852, с. 6, 10, 32 – 33
- Шафарик, Павел Й. Взгляд на древность глагольской писменности.-ИИАН по ОРЯС, I, 1852, с. 367 – 389
- Safarik, Pavel J. Památky hlaholského písemnictví. Praha, 1853, p. VII-VIII, 43 – 47
- Бодянский, Осип М. О времени произхождения славянских письмен. Москва: В Университетской типографии, 1855, с. 307.
- Срезневский, Измаил И. Ватиканское глаголическое евангелие – ИИАН по ОРЯС, 10, 1861 – 1863, л. 10, с. 160
- Vondrák, Václav. Altslovenische Studien. Über das gegenseitige Verhaltnis der altesten Evangelientexte. Sitzungsberihte der philosophischhistorischen Classe der Kaiserlichen Akademie der Wissenschaften zu Wien, 122, 1890, p. 53 – 67
- Леонид архим. О родине и происхождении глаголицы и об ее отношении к кириллице. Санкт-Петербург, 1891
- Ягич, Ватрослаав. Глаголическое письмо. В: Энциклопедия славянской филологии. 3.Спб., 1911, passim
- Цонев, Беньо История на българский език. I. София: Държавна печатница, 1919, с. 163, 176 – 178
- Kurz, Jozef. О potřebě nového vydání rukopisu Assemanova. Listy filologické, 53, 1926, 106 – 118; 234 – 247
- Сперанский, Михаил H. „Злые дни“ в приписках Ассеманиева евангелия. Македонски преглед, 8, кн. I, 1932, 41 – 53; 180 – 181
- Mladenov, Stefan. Assemański albo Watykański Ewan geljarz. Słownik starożytności słowiańskieh, zeszyt próbny. Warszawa, 1934, 1 – 3
- Романски, Стоян. Старобългарски език в образци. (Университетска библиотека № 267) София, 1945, с. 19 – 27, 271 – 369
- Grivec, Franz. Dikeija Assemanijeva glagoljskega evangelistarja. Slovo, 3, 1953, 5 – 34
- Grivec, Franz. На семь петрѣ. Slovo, 4 – 5, 1955, 24 – 46
- Иванова-Мавродинова, Вера. Украсата на старобългарските глаголически ръкописи. Изкуство, 15, 1956, 7, с. 10 – 16
- Noha, M. Číslice v Assemanově kodexu. Slavia, 25, 1956, 394 – 400
- Kurz, Jozef. Seznam evangelijních čtení obsažených v stsl. rukopise Assemanově. Slavia, 1957, 336 – 363
- Lunt, Horace. G. Ligatures in Old Church Slavonis Glagolitic Manuscripts. Slavistična revija, 1957, 1 – 4, p. 253 – 267
- Стоянов, Стоян, Мирослав Янакиев. Старобългарски език. Текстове и речник. София, 1965, с. 43 – 51
- Велчева, Боряна. Глаголицата и школата на Климент Охридски. В: Боню Ангелов (ред), Климент Охридски: сборник от статии по случай 1050 години от смъртта му. София: БАН, 1966, с. 133 – 141
- Райков, Божидар. Ранни календарни вести за Климент Охридски. В: Боню Ангелов (ред), Климент Охридски: сборник от статии по случай 1050 години от смъртта му. София: БАН, 1966, с. 321 – 322
- Велчева, Боряна. Към Добромировото евангелие. – В: Славистичен сборник: По случай VI Международен конгрес на славистите в Прага. София, БАН, 1968, с. 126 – 128
- Moszyński, Leszek. Staro-cerkiewno-słowiańskie oralo – neologizm Kodeksu Assemaniego. In: Witold Taszycki et. al. (ed.), Symbolae Philologicae in honorem Vitoldi Taszycki, Wrocław – Warszawa – Kraków: Zakład Narodowy im. Ossolińskich, 1968, 223 – 228
- Илчев, Петър. Към проблема за езиковата сегментация на старобългарските текстове. Български език, 19, 1969, 3, с. 220 – 228
- Kurz, Jozef. Nazalni vokali u Asemanovu kodexu. Slovo, 20, 1970, 5 – 28
- Илчев, Петър. Старобългарските алограми и тяхната дистрибуция. В: Константин-Кирил Философ: Доклади от симпозиума, посветен на 1100-годишнината от смъртта му. София, БАН, 1971, с. 321 – 340
- Sławski, Franciszek. O archaizmach i innowacjach Kodeksu Assemaniego. In: František Kopečný, Miroslav Komárek (ed.), Miscellanea linguistica, Ostrava, 1971, 23 – 25
- Добрев, Иван. Глаголическият текст на Боянския палимпсест. София, БАН, 1972, с. 13 – 14
- Иванова-Мавродинова, Вера. Култура и изкуство през време на Първата българска държава. Глаголически ръкописи. – В: Александър Обретенов (отг. ред.), История на българското изобразително изкуство. Том I. София, БАН, 1976, с. 103 – 108
- Djurova, Axinia. Die bulgarische Miniatur und das bulgarische Ornament im 10. bis 14. Jahrhundert. Codices manuscripti, 4, 1978, p. 9 – 20
- Заимов, Йордан. Асеманиево евангелие като паметник на старобългарската култура. Вековни български езикови традиции, Т. 1. София: Народна просвета, 1980, 68 – 71
- Иванова-Мавродинова, Вера, Лиляна Мавродинова. Украсата на старобългарските глаголически ръкописи. В: Славянска палеография и дипломатика. T. 1. София, CIBAL, 1980, с. 190 – 193
- Джурова, Аксиния. Към въпроса за оформянето и украсата на старобългарските глаголически и кирилски паметници. Във: Васил Гюзелев (ред.), Българско средновековие. Българо-съветски сборник в чест на 70-годишнината на проф. Иван Дуйчев, София, Наука и изкуство, 1980, с. 308 – 312
- Велчева, Боряна. Проблеми на глаголическата писменост. Асеманиево евангелие. Константин Кирил Философ: Материали от научните конференции по случай 1150-годишнината от рождението му – Велико Търново, 10 – 11 ХI. 1977 г., и Рим, 12 – 13 XII. 1977 г.'. София, БАН, 1981, 167 – 171
- Велчева, Боряна. За една кирилска приписка в Асеманиевото евангелие. Помощни исторически дисциплини, 1981, 3, 94 – 97
- Lunt, Horace. G. On the Old Church Slavonic Codex Assemanianus. Македонски jазик, 32 – 33, 1981 – 1982, 405 – 416
- Джурова, Аксиния, Хиляда години българска ръкописна книга. Орнамент и миниатюра. София: Септември, 1981, с. 17 – 21, 23, 27
- Велчева, Боряна. Късната глаголица и кирилските приписки в Асеманиевия кодекс от X в. В: Тончо Жечев, Тодор Ив. Живков (ред.), Литературознание и фолклористика: В чест на 70-годишнината на академик Петър Динеков. София, БАН, 1983, 202 – 207
- Заимов, Йордан. За смекчаването на съгласните и за замяната на носовките в Асеманиевото евангелие. Palaebulgarica / Старобългаристика, 7, 1983, № 3, 43 – 57
- Тотоманова, Анна-Мария. Един особен знак в приписките на поп Иван Кравоноси в Асеманиевото евангелие. Palaebulgarica / Старобългаристика, 18, 1994, № 2, 72 – 75.
- Иванова-Мавродинова, Вера, Лиляна Мавродинова. Украсата на старобългарските ръкописи до края на XI век. Кирило-Методиевски студии, 12, 1999, 9 – 21
- Мусакова, Елисавета. Графическата сегментация на текста в Асеманиевото евангелие. Slovo, 56/57, 2006 – 2007, 391 – 404
- Мольков Г. А. Написания еров на конце строки в Ассеманиевом евангелии. Linguistica Brunensia, 61, 1 – 2, 2013, 109 – 119
- Заимов, Йордан. Асеманиево евангелие: старобългарски глаголически паметник от края на X – началото на XI век. София: Институт за български език, 2013.